# كلخ
الكَلَخ  أو الأنْجُذَان أو القِنَّة أو الحِلتيت (باللاتينية: Ferula) جنس نباتي ينتمي إلى الفصيلة الخيمية. يضم هذا الجنس 204 أنواع مقبولة و53 لم يحسم أمرها بعد. موطن كثير منها بلاد الشام.

## من أنواعهالواطنةفيالوطن العربي
1. كلخ أرماند (باللاتينية: Ferula armandii) في بلاد الشام
2. الكلخ الأطلسي (باللاتينية: Ferula barbeyi) في المغرب العربي
3. كلخ باربي (باللاتينية: Ferula barbeyi) في بلاد الشام
4. الكلخ البري (باللاتينية: Ferula sauvagei) في المغرب العربي
5. كلخ بلانش (باللاتينية: Ferula blanchei) في بلاد الشام
6. كلخ بيلاس (باللاتينية: Ferula bilasi) في بلاد الشام
7. الكلخ الحرموني (باللاتينية: Ferula hermionis) في بلاد الشام وتركيا
8. الكلخ الحلزوني (باللاتينية: Ferula biverticillata) في بلاد الشام
9. كلخ دانين (باللاتينية: Ferula daninii) في بلاد الشام
10. الكلخ السينائي (باللاتينية: Ferula sinaica) في بلاد الشام
11. الكلخ الشائع (باللاتينية: Ferula communis) في بلاد الشام والمغرب العربي وبعض مناطق حوض البحر الأبيض المتوسط
12. الكلخ الطنجي (باللاتينية: Ferula tingitana) في بلاد الشام والمغرب العربي وتركيا وإسبانيا
13. الكلخ الغنمي (باللاتينية: Ferula ovina) في بلاد الشام
14. الكلخ الفونتكويري (باللاتينية: Ferula fontqueri) في المغرب العربي
15. الكلخ الكلميمي (باللاتينية: Ferula gouliminensis) في المغرب العربي
16. الكلخ الكوسوني (باللاتينية: Ferula cossoniana) في المغرب العربي
17. الكلخ اللؤلؤي (باللاتينية: Ferula elaeochytris) في بلاد الشام
18. الكلخ المرمري (باللاتينية: Ferula marmarica) في مصر والمغرب العربي
19. الكلخ المشرقي (باللاتينية: Ferula orientalis) في بلاد الشام وتركيا وحوض البحر الأسود
20. الكلخ المنتن (باللاتينية: Ferula assa-foetida) في المغرب العربي
21. الكلخ النابلسي (باللاتينية: Ferula samariae) في بلاد الشام
22. الكلخ النقبي (باللاتينية: Ferula negevensis) في بلاد الشام

ومن أنواعه الأخرى القنة.